# Football Club Thoune (féminines)
Actualités
Le Football Club Thoune (en allemand : Fussball Club Thun) est la section féminine du FC Thoune située à Thoune, dans le canton de Berne, en Suisse. Elle évolue en Super League, la première division suisse et a remporté une coupe de Suisse sous le nom FC Rot-Schwarz.

## Histoire
Le FC Rot-Schwarz Thoune remporte en 2009 la coupe de Suisse en s'imposant 8-0 en finale contre le FC Schlieren.
Le club remporte la ligue nationale B 2021-2022 mais échoue à être promu lors du tour promotion-relégation.
À l'issue de la saison 2022-2023, le club obtient sa promotion pour la Super League,.
Le club passe de section féminine du FC Rot-Schwarz Thoune à section féminine du FC Thoune durant l'été 2025.

## Palmarès
- Coupe de Suisse : 
  - Vainqueur : 2009